# Chupampa
Chupampa é um corregimento do distrito de Santa María, província de Herrera, Panamá, com uma população de 1.231 em 2010. Sua população em 1990 era 2.448; sua população em 2000 era de 1.237.